# Гибридные банкноты

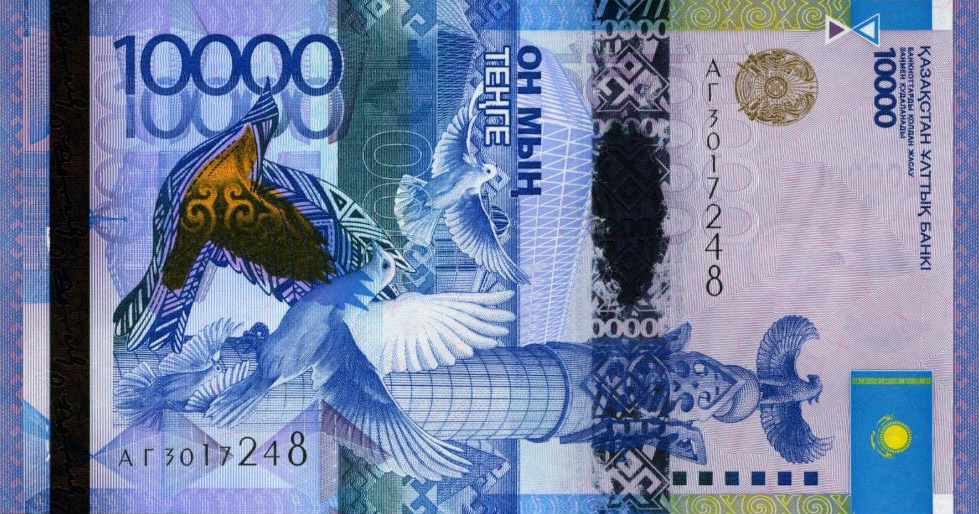
10 000 казахстанских тенге 2012 года

Гибри́дные банкно́ты — денежные знаки, изготовленные на бумажной основе и частично или полностью покрытые полимерным материалом. Это позволяет повысить их долговечность и обеспечить дополнительные степени защиты. Зачастую в гибридном варианте выпускаются крупные номиналы банкнотного ряда, тогда как мелкие выпускаются на бумаге.

## Бумажные банкноты со вставкой из полимерного материала
- Весь банкнотный ряд представлен гибридными банкнотами, бумажные банкноты предыдущих выпусков могут оставаться законным платёжным средством:
  -  Бермудский доллар: 2, 5, 10, 20, 50 и 100 долларов
  -  Швейцарский франк: 10, 20, 50, 100, 200 и 1000 франков
- Часть банкнотного ряда представлена гибридными банкнотами:
  -  Гибралтарский фунт: 100 фунтов
  -  Евро: 20, 50, 100 и 200 евро
  -  Иракский динар: 10, 25 и 50 тысяч динаров
  -  Исландская крона: 10 000 крон
  -  Казахстанский тенге: 1000, 10 000 и 20 000 тенге
  -  Катарский риял: 100 и 500 риялов
  -  Лоти Лесото: 200 лоти
  -  Монгольский тугрик: 20 000 тугриков
  -  Дирхам ОАЭ: 500 дирхамов
  -  Самоанская тала: 50 и 100 тал
  -  Свазилендский лилангени: 100 и 200 эмалангени
  -  Сейшельская рупия: 500 рупий
  -  Доллар Соломоновых островов: 50 и 100 долларов
  -  Таджикский сомони: 500 сомони
  -  Тонганская паанга: 50 и 100 паанг
  -  Доллар Фиджи: 100 долларов (2007)
  -  Ямайский доллар: 5000 долларов
- В гибридном варианте выпускались только памятные банкноты:
  -  Армянский драм: 500 драмов 2017 года
  -  Болгарский лев: 20 левов 2005 года
  -  Марокканский дирхам: 25 дирхамов 2012 года
  -  Оманский риал: 5, 10, 20 и 50 риалов 2010 года
  -  Кина Папуа-Новой Гвинеи: 100 кин 2008 года
  -  Российский рубль: 100 рублей 2014 года
  -  Шотландский фунт: 5 фунтов 2014 года
- Вышедшие из обращения гибридные банкноты[1]:
  -  Латвийский лат: 100 (2007) и 500 латов (2009)